# Iabet
Iabet (còn gọi là Iabtet, Iab, Abet, Abtet hoặc Ab) là một nữ thần trong thần thoại Ai Cập. Bà ngự trị ở vùng sa mạc phía đông, được mệnh danh là "Nữ thần phương Đông".
Iabet được thờ ở Khent-Min (Panopolis, Akhmim) cùng với Min và một người vợ khác của ông, nữ thần sư tử Repyt, nhưng bà chỉ xuất hiện trên các bức vẽ trên các ngôi mộ.
Bà thường được mô tả là đội trên đầu biểu tượng của phương đông.

## Thần thoại
Bà còn biết đến với danh hiệu "Khentet-Iabet", tức "Người đứng đầu phương đông". Chồng bà là vị thần sinh sản nam giới Min, cũng là một vị thần sa mạc bờ đông.
Là đối tác của nữ thần phương tây Amentet, bà thường xuất hiện trong các nghi thức tang lễ. Tuy nhiên, Nephthys thường thay thế vị trí của bà, trong khi Isis thế chỗ cho Amentet.
Iabet cũng được xem là vị thần của sự tái sinh. Bà thường hiện diện trên các ngôi mộ hay những vật phẩm được dùng trong tang lễ vào thời Tân vương quốc. Bà là người tẩy uế, thanh lọc cho thần Ra khi ngài vừa thoát khỏi địa ngục, là hình ảnh mặt trời mọc vào lúc bình minh. Đôi khi bà đảm nhận cả vai trò thanh tẩy người chết như nữ thần Kebechet (con gái Anubis).
Bà rất hiếm khi xuất hiện trên các lăng mộ hoàng gia. Tại địa ngục Amduat, bà thường đi cùng với 11 nữ thần khác như Amentet, Mut, Isis, Nephthys, Tefnut, Nut, Hathor, Neith, Ma'at, Sekhmet và Serket, được gọi chung là "Những người tán dương Ra khi ngài vượt ra khỏi địa ngục".

## Công chúa Nefertiabet
Công chúa Nefertiabet - được đặt theo tên của nữ thần này. Bà là con gái của pharaoh Khufu.